# Натан из Газы
Натан из Газы (ивр. נתן העזתי‎, Натан Ха-Азати; 1644, Иерусалим — 12 января 1680, Скопье) — каббалист, объявивший в 1665 году Шабтая Цви Мессией и богословски обосновавший движение саббатианства.

## Биография
Натан был сыном Элиша Хаима бен Яакова Ашкенази — еврея-ашкеназа, переселившегося в Иерусалим из Европы. В молодости получил религиозное ортодоксально-иудейское воспитание под руководством Якова Хагиза. В 1663 году переселился из Иерусалима в Газу, где женился на дочери богатого португальского еврея и занялся изучением Лурианской каббалы. Натан практиковал лечение от психических болезней, прописывая тиккун, под которым он понимал особый вид медитации.

### Сподвижник Сабтая
О нём узнал Шабтай Цви, страдавший тяжёлыми депрессиями, и на его обратном пути из Каира Натан сблизился с ним, уверил его, что у него нет психической болезни, и что тот — Мессия. После этого Натан стал его горячим приверженцем. Последователи Шабтая Цви сообщают, что Натан вырыл из земли часть старинного сочинения, в котором была предсказана мессианская роль их учителя. 20-летний Натан стал ревностно распространять славу Шабтая Цви.
Объявив себя пророком Илией, который призван расчистить путь для Мессии, Натан из Газы весной 1665 года пророчествовал, что около середины следующего года Мессия явится во всей своей славе, заберёт в плен султана и утвердит власть Израиля над всеми народами земли. Ему лично будет поручено владеть Турцией, между тем как Шабтай Цви станет побеждать другие народы.
Видя, что иерусалимские раввины настроены к саббатианскому движению враждебно, Натан из Газы объявил, что отныне Иерусалим более не является святым городом, а что эта роль перешла к Газе. Между тем он продолжал рассылать послания о величии Мессии в главнейшие европейские общины и посетил ряд городов в Европе, Африке и Индии.
Натан из Газы сохранил верность Шабтаю Цви и после отступничества последнего 6 февраля 1666 года в Стамбуле. В послании к евреям Алеппо он старался сохранить их веру в Мессию, доказывая, что его ренегатство является глубокой тайной, смысл которой вскоре выяснится. Благодаря ему вера в Саббатая опять окрепла.
Опасаясь за свою жизнь ввиду наступившего в Палестине разочарования, Натан бежал из Газы и весной 1667 переселился в Смирну (Измир), где уже имел сторонников, хотя 9 декабря 1666 года раввины города наложили херем на всех саббатианцев, особо упомянув Натана из Газы.

### Европейские скитания
В конце апреля того же года Натан направился в Адрианополь (Эдирне), где, несмотря на письменное обещание оставаться спокойным, продолжал агитацию, побуждая местных саббатианцев объявить о своей верности руководителю движения. Он заставил местных саббатианцев возвестить свою приверженность к Саббатаю упразднением постов 17 таммуза и Девятого ава. В Адрианополе на него был также наложен херем, и Натан отправился с немногими приверженцами в Салоники, где, однако, не имел успеха. Больше сочувствия он встретил на островах Хиосе и Корфу. Затем он отправился в Венецию (март 1668 года). Венецианские раввины и совет общины заставили Натана из Газы письменно объявить, что все его пророчества — продукт воображения. Эта исповедь была опубликована, вследствие чего Абрахам Яхини, инициатор саббатианского движения, отправил Натану письмо, в котором выразил ему соболезнование по поводу преследований, а венецианскому раввинату — негодование по поводу его отношения к Натану.
Венецианские евреи убеждали Натана отправиться в Ливорно, еврейское население которого было известно своей враждебностью к саббатианству. Они дали ему эскорт, как бы для почёта, но в действительности, чтобы Натан не мог отправиться в другое место. Натан, однако, понял мотивы, почему его посылают в Ливорно, и, бежав от сопровождавших его, посетил Болонью и Флоренцию. В июне 1668 года он прибыл в Рим, откуда был изгнан. Тогда он отправился в Ливорно (по другой версии — в Анкону), где даже завербовал несколько приверженцев. Оттуда он вернулся в Адрианополь.
Последние годы своей жизни он провёл, по-видимому, в странствиях. Умер в Македонии (Скопье) или в Болгарии (София).

## Учение
Учение Натана является развитием каббалистического учения Ари с особым вниманием на роли мессии в процессе исправления (тиккун), а также на происхождении зла (клипот). Зло глубоко укореняется в Боге и возводится к бездумным светам решимо, отказавшимся подчиняться процессу божественного сжатия (цимцум). Оставшись в образовавшейся пустоте, решимо образуют мир клипот, которые у Натана также именуются драконами (ивр. תַּנִּינִם‎, танниним — термин упомянутый в Торе, в русском переводе «большие рыбы» Быт. 1:21). Главным инструментом божественного спасения оказывается Мессия, который обладает безгрешной душой. Мессия должен спасти все клипот, отсюда он приобретает обозначение Святого Дракона (аналогичного нехуштану Моисея). Однако Мессия для начала должен опуститься в мир зла и принять грехи мира, посему Натан считал, что Мессия имеет право на поступки, запретные с точки зрения обычной религии, в том числе и вероотступничество (марранизм).

## Сочинения
- «Седер [или Сефер] хафсака гдола» («Порядок большого [шестидневного] поста»; частично издано в 1732 г.) с дополнением «Тиккуней тшува» («Установления о покаянии»);
- «Друш ха-танниним» («Трактат о драконах», 1666) — сохранившаяся часть серии его сочинений о сотворении мира.
- «Сефер ха-бриа» («Книга о Творении», 1670).
- «Змир-‘арицим» («Торжество властелинов»), другое название «Друш ха-менора» («Толкование о светоче»), содержит, в частности, апологетику ряда поступков Шабтая Цви.

Три пиюта Натана из Газы включены в анонимное сочинение XVIII века «Хемдат ямим» («Услада дней») (Константинополь, 1735) ο морали, ритуальных обрядах и молитвах в будние и праздничные дни, которое (вместе с рядом приложений) приписывалось ему целиком. Ко второй части приложена статья «Адрат Кодеш» — каббалистические примечания к книге Бытия. Его «Оцар нехмад» состоит из выдержек и дополнений к упомянутому сочинению (Венеция, 1758).
Натан из Газы написал также «При Эц адар» — молитву на 15 швата (Венеция, 1753) и «Тиккун кри`a», сочинение об аскетизме в духе саббатианского учения (Амстердам, 1666). Сохранилась часть переписки Натана из Газы. Учениками Натана из Газы составлены сборники его высказываний и его жизнеописания.